# Lazarus (komiks)
Lazarus – amerykańska seria komiksowa autorstwa Grega Rucki (scenariusz) oraz Stefana Gaudiano, Michaela Larka i Briana Levela (rysunki), wydawana w oryginale od 2013 przez Image Comics jako miesięcznik i w tomach zbiorczych, a po polsku od 2015 przez Taurus Media w formie tomów zbiorczych. 

## Fabuła
Niedaleka przyszłość. Zasoby naturalne na Ziemi są na wyczerpaniu, ostatnie złoża są kontrolowane i zazdrośnie strzeżone przez rodzinno-mafijne korporacje. Świat został podzielony nie według granic politycznych lub geograficznych, a według finansowych. Pieniędzmi dysponuje zaledwie garstka rodzin. Opiekują się one tymi, którzy dla nich pracują. Cała reszta to Odpady. W każdej rodzinie jest jedna osoba, która otrzymuje wszystko, co lepsze: trening, najnowszą technologię, zasoby. Ta osoba staje się mieczem i tarczą swojej rodziny - jej Łazarzem. Łazarzem rodziny Carlyle jest Forever.

## Tomy zbiorcze
| Tom | Wydanie polskie  | Wydanie oryginalne | Zawartość tomów zbiorczych |
| --- | ---------------- | ------------------ | -------------------------- |
| 1   | Rodzina (2015)   | Family (2013)      | Lazarus #1–4               |
| 2   | Awans (2015)     | Lift (2014)        | Lazarus #5–9               |
| 3   | Konklawe (2016)  | Conclave (2015)    | Lazarus #10–15             |
| 4   | Trucizna (2016)  | Poison (2016)      | Lazarus #16–21             |
| 5   | Odstrzał (2019)  | Cull (2017)        | Lazarus #22–26             |
| -   | X+66 (2020)      | X+66 (2018)        | Lazarus: X+66 #1–6         |
| 6   | Pęknięcie (2021) | Fracture I (2020)  | Lazarus: Risen #1–3        |

## Wyróżnienia
- 2014: nominacja do Nagrody Eisnera w kategorii "najlepsza nowa seria"[6]

- 2017: nominacja do nagrody za najlepszy komiks na 44. Międzynarodowym Festiwalu Komiksu w Angoulême za tom czwarty[7].